# Trigonodes maxima
Trigonodes maxima är en fjärilsart som beskrevs av Achille Guenée 1852. Trigonodes maxima ingår i släktet Trigonodes och familjen nattflyn. Inga underarter finns listade i Catalogue of Life.